# Bombardiranje Dresdna
Dresden, glavno mesto nemške zvezne dežele Saške, sta Britansko kraljevo vojno letalstvo (RAF) in Ameriško vojno letalstvo bombardirali 13., 14. in 15. februarja 1945.
Bombardiranje Dresdna je bilo izvedeno kot del zastraševalnega strateškega bombardiranja, s katerim so zahodni zavezniki želeli zlomiti moralo civilistov. Sporen je predvsem način bombardiranja: najprej so delno porušili stavbe, da so prišli na plan leseni tramovi, potem pa so odvrgli še zažigalne bombe in s tem načrtno povzročili ognjeno nevihto, v kateri so se ljudje zadušili in zgoreli. Mesto je bilo skoraj v celoti porušeno in požgano, število žrtev pa so sprva ocenjevali na med 35.000 in več kot 100.000, vendar danes zgodovinarji resnično število žrtev ocenjujejo na do 25.000. 
V Dresdnu ni bilo vojaških in industrijskih objektov, ki bi bili razlog za bombardiranje, v mesto pa se je zateklo približno 200.000 beguncev z vzhoda, ki so bežali pred napredujočo Rdečo armado, in to je še povečalo število žrtev.
Požig Dresdna je skozi oči glavnega junaka opisan v Vonnegutovi Klavnici pet, v kateri avtor, takrat ujet ameriški vojak v Dresdnu, primerja pogorišče z Luninim površjem.